# 뉴욕 지하철 노선도
미국의 뉴욕 지하철은 1904년 첫 개통 이래 수많은 노선도가 제작·사용되어 왔다. 뉴욕 지하철은 처음에 세 개의 운영회사로 분할되어 있었기 때문에 한동안 지하철 전 노선을 아우르는 공식 노선도는 제작되지 않았다. 1940년 세 운영사가 하나로 통합됨에 따라 비로소 만들어지기 시작한 뉴욕 지하철 노선도는 수 차례의 전면개정과 유지를 거쳐 지금의 모습에 이르게 되었다.
오늘날 사용되는 뉴욕 지하철 노선도는 지난 1979년에 처음 설정된 디자인을 따른 것이다. 당시 MTA 산하 지하철 노선도 위원회 (Subway Map Committee)가 개정 업무를 맡았는데, 위원장인 존 타우라낙의 의뢰로 마이클 허츠 어소시에이츠 사에서 발주를 맡아 제작하게 되었다. 지금은 MTA 산하 마케팅 기업홍보부에서 노선도 관련 업무를 맡아 조금씩 개정해나가고 있다.

## 같이 보기
- 노선도
- 런던 지하철 노선도
- 뉴욕 지하철